# Gammelsdorf
Gammelsdorf (bairisch: Gammaschdaf) ist eine Gemeinde im Nordosten des oberbayerischen Landkreises Freising. Sie ist Mitglied der Verwaltungsgemeinschaft Mauern.

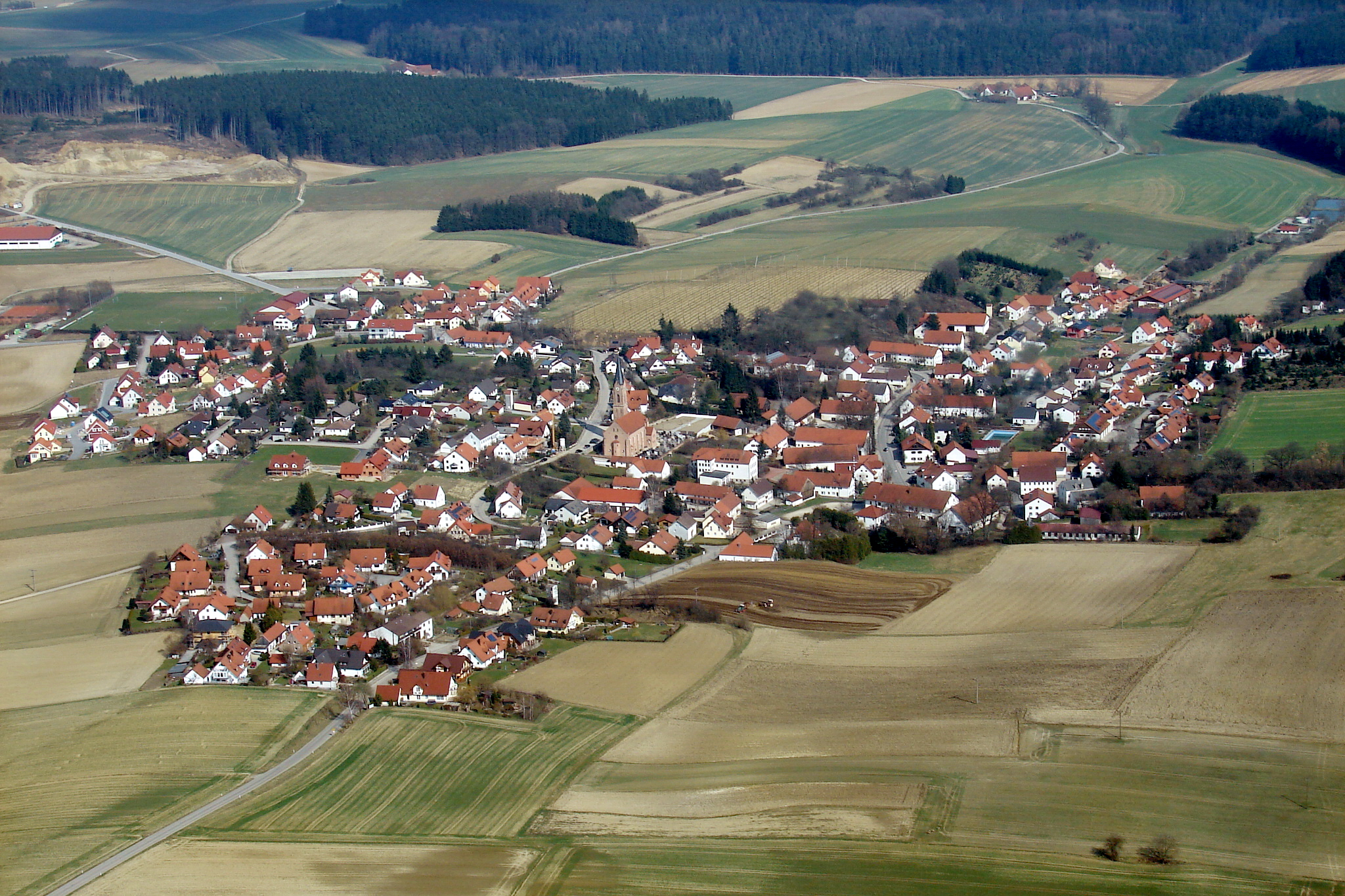
Luftbild von Gammelsdorf

## Geographie

### Lage
Der Ort Gammelsdorf liegt rund zehn Kilometer nördlich von Moosburg an der Isar und 15 Kilometer westlich von Landshut am südöstlichen Rand der Hallertau. Diese beiden Städte sind deutlich schneller zu erreichen als die Kreisstadt Freising, die 23 Kilometer in südwestlicher Richtung entfernt ist. Das Gemeindegebiet bildet somit den nordöstlichen Eckpfeiler des Landkreises Freising und grenzt bereits an die Gemeinden Bruckberg, Obersüßbach und Volkenschwand in den niederbayerischen Nachbarlandkreisen Landshut und Kelheim. Die Gemeinde zählt zur Planungsregion München, worin sie als ländlich strukturierte und eher dünn besiedelte Gemeinde eine Ausnahme bildet.

### Gemeindegliederung
Es gibt 27 Gemeindeteile (in Klammern ist der Siedlungstyp angegeben):
- Berghof (Einöde)
- Daberg (Einöde)
- Dreifaltern (Weiler)
- Flickendorf (Weiler)
- Gabelsberg (Einöde)
- Gammelsdorf (Pfarrdorf)
- Gelbersdorf (Weiler mit Kirche)
- Giglberg (Einöde)
- Häringschwaig (Einöde)
- Hiendlberg (Einöde)
- Katharinazell (Weiler mit Kirche)
- Kothingried (Fabrik)
- Kreuzholzen (Einöde)
- Landersdorf (Weiler)
- Langholzen (Einöde)
- Oberpriel (Weiler)
- Priel (Pfarrdorf)
- Rehbach (Weiler)
- Reichersdorf (Dorf)
- Reith (Einöde)
- Roßberg (Einöde)
- Schergenöd (Weiler)
- Starkhof (Einöde)
- Traich (Einöde)
- Weichsberg (Einöde)
- Willersdorf (Weiler mit Kirche)
- Winbürg (Einöde)

## Geschichte

### Bis zur Gemeindegründung
Der genaue Entstehungszeitpunkt Gammelsdorfs ist nicht bekannt. Er dürfte aber mit dem der angrenzenden Dörfer Rehbach und Reichersdorf zusammenfallen, die nachweislich schon um 780 besiedelt waren. Erste schriftliche Belege des Ortes stammen aus dem Jahr 1075 und nennen den Ort Gamanolvesdorf. Gammelsdorf ist vor allem durch die Schlacht von Gammelsdorf am 9. November 1313 bekannt. Ludwig der Bayer besiegte damals im Kampf um die Vormachtstellung im Heiligen Römischen Reich deutscher Nation seinen Vetter, Herzog Friedrich von Österreich.

### Seit 1818
Gammelsdorf wurde im Zuge der Verwaltungsreformen in Bayern 1818 eine selbständige politische Gemeinde. 1842 wurde ein neugotisches Denkmal an der Moosburger Straße errichtet, das an die Schlacht von Gammelsdorf erinnert. Ihr wird auch bei dem in Gammelsdorf jährlich stattfindenden Monarchistentreffen gedacht. Die Verwaltungsgemeinschaft Mauern, zu der auch die Gemeinde Gammelsdorf gehört, wurde zum 1. Mai 1978 gegründet. Zum Transport von Bentonit führte von 1932 bis 1961 die Werkbahn Bruckberg von einer Tongrube bei Flickendorf nach Bruckberg an der Bahnstrecke München–Regensburg.

### Eingemeindungen
Am 1. Januar 1971 wurde ein Teil der aufgelösten Gemeinde Reichersdorf eingegliedert. Am 1. Mai 1978 kamen Teile der aufgelösten Gemeinden Enghausen und Margarethenried hinzu.

### Einwohnerentwicklung
Zwischen 1988 und 2018 wuchs die Gemeinde von 1057 auf 1469 um 412 Einwohner bzw. um 39 %.

## Politik
Die Gemeinde ist Mitglied der Verwaltungsgemeinschaft Mauern. In Mauern befindet sich das Rathaus für alle Mitgliedsgemeinden.

### Gemeinderat
Über zwanzig Jahre gab es in Gammelsdorf nur eine Liste, die Überparteiliche Wählergruppe Gammelsdorf. Seit Mai 2014 gehört dem Gemeinderat erstmals auch die Bürgernahe Gruppe Gammelsdorf an.
Die Kommunalwahlen 2002, 2008, 2014 und 2020 führten zu den folgenden Sitzverteilungen im Gemeinderat:
| Partei / Wählergruppe                    | 2002 | 2008 | 2014 | 2020 |
| Überparteiliche Wählergruppe Gammelsdorf | 12   | 12   | 8    | 9    |
| Bürgernahe Gruppe Gammelsdorf            | -    | -    | 4    | 3    |
| Gesamt                                   | 12   | 12   | 12   | 12   |

Nach Prozenten wurde folgendermaßen abgestimmt:
| Partei / Wählergruppe                    | 2002 | 2008 | 2014 | 2020 |
| Überparteiliche Wählergruppe Gammelsdorf | 99,8 | 99,8 | 70,8 | 73.6 |
| Bürgernahe Gruppe Gammelsdorf            | -    | -    | 29,2 | 26.4 |
| Gesamt                                   | 100  | 100  | 100  | 100  |

### Bürgermeister
Raimunda Menzel von der Überparteilichen Wählergruppe Gammelsdorf wurde am 15. März 2020 mit 79,3 % der Stimmen zur Ersten Bürgermeisterin gewählt.

### Wappen
| Wappen von Gammelsdorf | Blasonierung: „In Blau eine aus dem unteren Schildrand wachsende, senkrechte silberne Lanze, unten belegt mit einem goldenen Armbrustbolzen und goldenem Morgenstern.“ |
| Wappen von Gammelsdorf | Wappenbegründung: Die historischen Waffen erinnern an die Schlacht bei Gammelsdorf im Jahr 1313, durch die der Ort in die bayerische Geschichte einging. Herzog Ludwig, der spätere Kaiser Ludwig der Bayer, besiegte Herzog Friedrich den Schönen von Österreich im Streit um die deutsche Königswürde. Die Lanze gilt als Symbol der Ritterschaft, Armbrustbolzen und Morgenstern versinnbildlichen die entscheidende Rolle der Fußtruppen in der Schlacht. Seit 1842 erinnert ein neugotisches Denkmal an der Moosburger Straße an den berühmten Waffengang, dem auch auf dem jährlich in Gammelsdorf stattfindenden Monarchistentreffen gedacht wird. In der Tingierung werden die bayerischen Landesfarben Silber und Blau aufgenommen. Dieses Wappen wird seit 1965 geführt. |

## Baudenkmäler
- katholische Pfarrkirche St. Vitus in Gammelsdorf, erbaut 1880/81 im neugotischen Stil
- Filialkirche St. Georg in Gelbersdorf mit spätgotischem Flügelaltar aus dem Jahr 1482

## Kultur und Freizeit
Überregionale Bekanntheit erlangte Mitte der 1970er bis Mitte der 1990er Jahre der Liveclub Circus wegen seiner Konzertveranstaltungen. Die ursprünglich als Kino und Café betriebene Lokalität war angeblich das „weltweit erste Land-Programmkino“. 1994 fiel das Lokal einer Brandstiftung zum Opfer und durfte nicht wieder errichtet werden. Bis 2018 fand in Gammelsdorf mit dem Nachtumzug am Abend des Rosenmontags ein in weitem Umkreis bekannter Faschingsumzug statt.
Im nördlichen Gemeindegebiet ist ferner seit 1991 das Segelfluggelände Gammelsdorf zu finden, das von einem dort ansässigen Verein betrieben wird und dem Segelflugbetrieb gewidmet ist. Aktiven Flugbetrieb gibt es dabei zumeist in den Sommermonaten an Wochenend- und Feiertagen.

## Persönlichkeiten
- Franz Drexl (1885–1951), Byzantinist und Gymnasiallehrer